# スコット山 (南極)

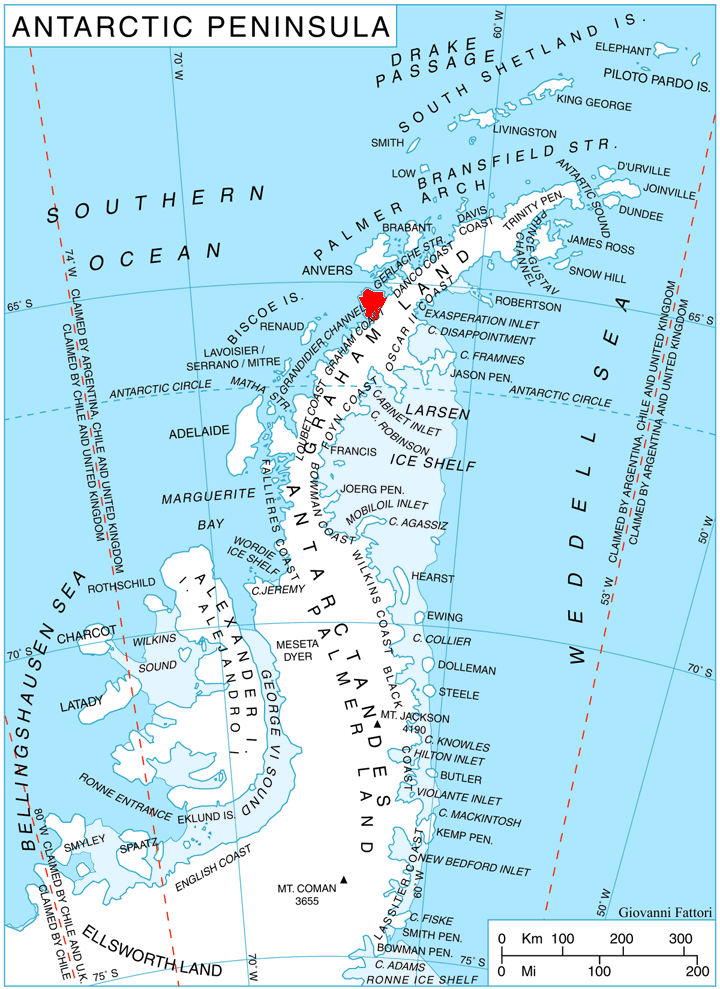
キエフ半島の位置

スコット山 (Mount Scott) は、グレアムランド西岸、キエフ半島 (Kiev Peninsula) にある馬蹄型の山塊。南西側は凸状面がジラール湾 (Girard Bay) に面し、北西側はルーメア海峡 (Lemaire Channel) である。
1897から1899年のベルギー南極探検隊により発見され、1908から1910年の第4回フランス南極探検隊リーダーのジャン・バティスト・シャルコー (Jean-Baptiste Charcot) により地図に記載され、ロバート・スコットにちなみ命名された。